# Saison 1981-1982 du Paris Saint-Germain
Maillots
Chronologie
Saison précédente Saison suivante
La saison 1981-1982 du Paris Saint-Germain est la 12e saison de son histoire et la 9e en première division.
Cette saison, le Paris Saint-Germain gagne le premier trophée majeur de son histoire, la Coupe de France, à la suite d'un match épique contre l'AS Saint-Étienne.

## Compétitions

### Championnat
La saison 1981-1982 de Division 1 est la quarante-quatrième édition du Championnat de France de football. La division oppose vingt clubs en une série de trente-huit rencontres. Les meilleurs de ce championnat se qualifient pour les coupes d'Europe que sont la Coupe des clubs champions européens (le vainqueur), la Coupe UEFA (les trois suivants) et la Coupe des vainqueurs de coupe (le vainqueur de la Coupe de France). Le Paris Saint-Germain participe à cette compétition pour la neuvième fois de son histoire.

#### Classement final
Le Paris Saint-Germain termine cinquième avec 17 victoires, 9 matchs nuls et 12 défaites. Une victoire rapportant deux points et un match nul un point, le PSG totalise donc 43 points.

### Coupe de France
La Coupe de France 1981-1982 est la 65e édition de la Coupe de France, une compétition à élimination directe mettant aux prises tous les clubs de football amateurs et professionnels à travers la France métropolitaine et les DOM-TOM. Elle est organisée par la FFF et ses ligues régionales.
Cette édition a vu le Paris Saint-Germain l'emporter sur l'AS Saint-Étienne en finale, le 15 mai 1982. La Parisien Nambatingue Toko ouvre le score en première période, Michel Platini égalise et envoie les deux équipes en prolongation avant de donner l'avantage aux siens. C'est notamment durant cette finale que Francis Borelli, le président du PSG, embrassa la pelouse lors de l'égalisation de Dominique Rocheteau à la 120e minute de jeu. Il n'est pas le seul : les supporters parisiens, fous de joie, envahissent la pelouse et mettront plus d'une demi-heure à regagner les tribunes pour laisser place aux tirs au but fatidiques. Dominique Baratelli arrête le tir du capitaine stéphanois Christian Lopez tandis que ses coéquipiers réalisent un sans-faute. Les Parisiens l'emportent sur un dernier tir de Jean-Marc Pilorget.
Il s'agit de la toute première Coupe de France remportée par le PSG.